# Västra Rödingträsket
Västra Rödingträsket är en sjö i Storumans kommun i Lappland och ingår i Umeälvens huvudavrinningsområde. Sjön har en area på 0,359 kvadratkilometer och ligger 549,4 meter över havet.

## Delavrinningsområde
Västra Rödingträsket ingår i det delavrinningsområde (729169-146406) som SMHI kallar för Utloppet av Nedre Jovattnet. Medelhöjden är 557 meter över havet och ytan är 42,61 kvadratkilometer. Räknas de 31 avrinningsområdena uppströms in blir den ackumulerade arean 355,16 kvadratkilometer. Jovattsån (Autjejukke) som avvattnar avrinningsområdet har biflödesordning 2, vilket innebär att vattnet flödar genom totalt 2 vattendrag innan det når havet efter 391 kilometer. Avrinningsområdet består mestadels av skog (83 procent). Avrinningsområdet har 5,18 kvadratkilometer vattenytor vilket ger det en sjöprocent på 12,1 procent.